# Divadla v Brně

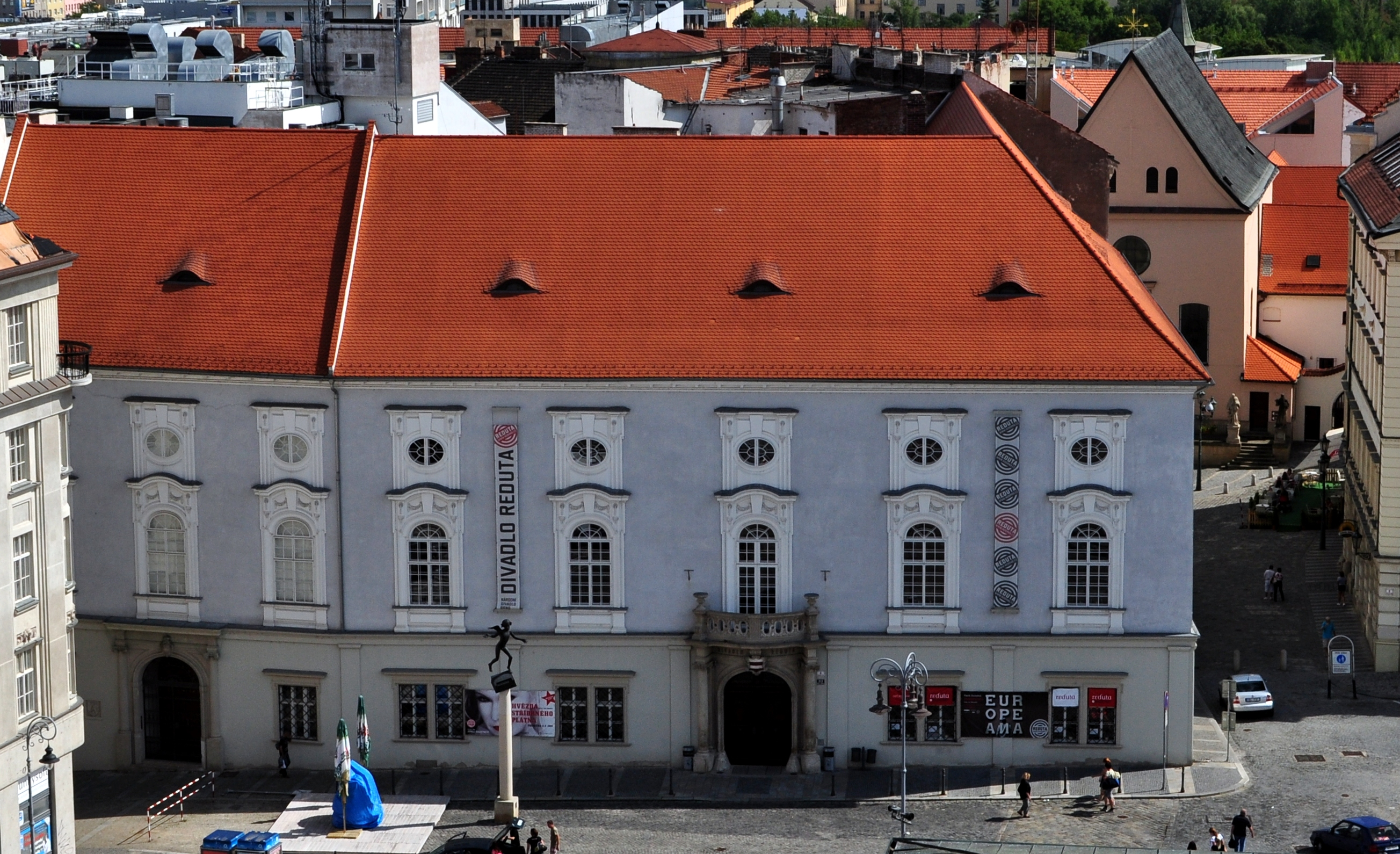
Divadlo Reduta, nejstarší divadelní budova ve střední Evropě.

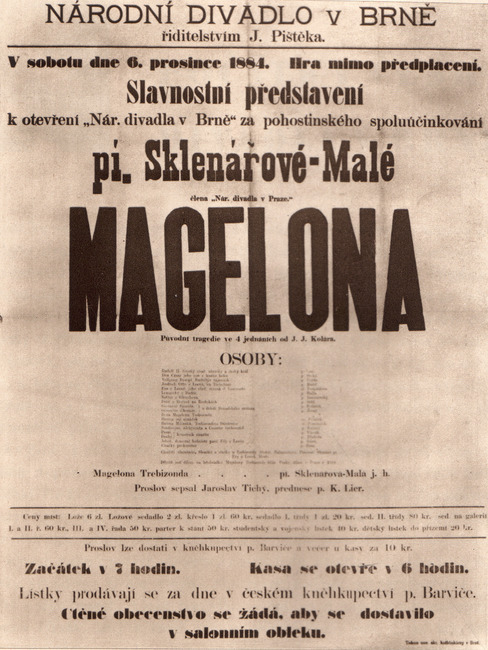
Plakát ze slavnostního otevření Národního divadla v Brně roku 1884.

Kořeny brněnské divadelní tradice sahají 17. století. Zřejmě již ve druhé polovině 17. století konala občasná divadelní představení v taverně na Zelném trhu, pozdější Redutě. Právě v Redutě byl roku 1733 otevřen vlastní divadelní sál s jevištěm, takže se produkce mohly konat pravidelně. Vzhledem k faktu, že Brno bylo převážně německojazyčné město s německými elitami, hrály se divadelní kusy v němčině. V roce 1882 byla dokončena nová reprezentativní budova německého Městského divadla (nynějšího Mahenova divadla). České divadlo se začalo rozvíjet až v poslední čtvrtině 19. století a naráželo na četné organizační potíže (problémy se získáním divadelní licence) i finanční problémy (nedostatek zemské či městské provozní subvence). Jedinou českou profesionální scénou bylo od roku 1884 Národní divadlo v Brně. Po vzniku Československa v roce 1918 zájem o české divadlo ve městě rychle rostl a Národní divadlo, jehož dramaturgem byl v té době Jiří Mahen, se stalo kulturním centrem Brna. Roku 1929 vzniklo Divadelní studio, které se zabývalo kulturou na základě dosažených vlivů domácích i cizích scén. Národní divadlo také převzalo německojazyčné scény (Redutu a Městské divadlo). Okupace za druhé světové války však znamenala pro všechna brněnská divadla velkou ránu. Činoherní produkce se přenesla do nově zřízeného divadla Komorní hry radosti ze života, které založil Rudolf Walter, toto divadlo bylo fakticky prvním předchůdcem dnešního Městského divadla. Konec druhé světové války přinesl vzkříšení upadající kultury v Brně. Studenti brněnské konzervatoře tehdy založili Svobodné divadlo. Jeho prvním uměleckým šéfem se stal Milan Pásek, kterého po několika letech vystřídal Rudolf Walter. V tomto divadle byla 4. ledna 1946 jako první hra uvedena Manon Lescaut Vítězslava Nezvala. V roce 1965 bylo dokončeno Janáčkovo divadlo. Mezi lety 1971 a 1978 byla provedena rekonstrukce Mahenova divadla, v této době byly činoherní inscenace odehrávány na brněnském výstavišti.
Brněnské divadlo Reduta je nejstarší divadelní budovou ve střední Evropě. Zajímavostí je, že Mahenovo divadlo se stalo prvním plně elektricky osvětleným divadlem na evropském kontinentu, kvůli tomu musela být v blízkosti divadla dokonce postavena malá parní elektrárna a sám Thomas Alva Edison přijel roku 1911 do Brna zhlédnout svůj výtvor.
Dalším brněnským divadlem je Městské divadlo Brno, jeho historie sahá do roku 1945, kdy byla založena druhá činoherní scéna v Brně. První sídlo měla v Novém domově ve Falkensteinerově ulici (dnes Gorkého ulice), posléze toto divadlo bylo přejmenováno na Divadlo bratří Mrštíků a sloučeno s Divadlem Julia Fučíka. V roce 1965 bylo přestěhováno do prostor domu v Lidické ulici, kde sídlí Městské divadlo dodnes.
Dále v Brně působí divadlo Husa na provázku a HaDivadlo. Divadlo Husa na provázku vzniklo v roce 1967 pod vedením Bořivoje Srby, HaDivadlo bylo založeno v roce 1974 v Prostějově, tato divadla byla později připojena k tehdejšímu Státnímu divadlu Brno (nynější Národní divadlo). Herci divadla Husa na provázku hráli své hry v Procházkově síni v Domě umění města Brna a HaDivadlo v kulturním středisku v Šelepově ulici, v roce 1992 se divadla osamostatnila a získala pro svoje hry prostory na Zelném trhu. Nyní pracují spolu s divadlem U stolu v Centru experimentálního divadla. Dalšími divadly jsou autorské Divadlo Bolka Polívky, Divadlo Radost založené v roce 1949, Divadlo Polárka fungující na profesionální bázi od roku 1999, G Studio, Divadlo v 7 a půl (Kabinet múz), Divadlo Vaňkovka pro děti či Divadlo na Orlí.